# Melanostoma boreomontanum
Melanostoma boreomontanum är en tvåvingeart som beskrevs av Mutin 1986. Melanostoma boreomontanum ingår i släktet gräsblomflugor, och familjen blomflugor. Inga underarter finns listade i Catalogue of Life.